# Elisabeth Wittfooth
Elisabeth Wittfooth, född Tottie 1716 i Stockholm, död 3/10 1791 i Åbo, var en finländsk företagare, skeppsredare och ledare för ett handelshus. Hon övertog maken Gustaf Adolf Wittfooths företag Wittfoothska och skötte dem från hans död 1758 till sin död 1791. Hon var också grundaren av en rad industrier.

## Biografi
Elisabet Wittfooth var dotter till tobaksfabrikören och handlanden Thomas Tottie (d. 1724) och tobaksfabrikören Christina Schönman i Stockholm. Hennes mor skötte tobaksfabriken efter faderns död fram till att bröderna övertog den 1730. Hon var syster till Anna Maria Toutin (1715-1799), som 1742 gifte sig med handlanden och silkesstrumpfabrikören Isaac Toutin (d. 1768) och skötte hans verksamhet efter hans död.  
Hon flyttade till Åbo i Finland efter sin vigsel 1737. 

### Verksamhet
Efter makens död övertog hon hans affärer med hans affärstillstånd. Hon ägde andelar i ett saltmagasin, en kajplats i Beckholmens hamn, en bod och en sockerfabrik (stadens första) och segelduksfabrik, samt flera fartyg och sågar, andelar i flera skeppsrederier i Åbo, andelar i flera fartyg - sju fregatter av vilka hon byggt tre - importerade salt, tobaksblad och säd, och exporterade säd och trä. Hon skötte stadskällaren i Åbo 1758–77, från 1770 med Anna Elisabeth Baer. Hon grundade en tobaksfabrik 1763, som var stadens andra och dess mest framgångsrika: det hade 70 anställda på 1780-talet. 
Under teaterkriget 1790 överlämnades loggerten Tumlaren till kungen och flottan som en gåva från staden Åbos kvinnliga företagare ('handelsmannaänkor'), däribland Anna Elisabeth Baer och Elisabeth Wittfoth.
Under sina sista år biträddes hon av sin son Tomas Wittfooth (1742–1804), som övertog affärerna vid hennes död.